# Comuna Ojîdiv, Busk
Ojîdiv (în ucraineană Ожидів) este o comună în raionul Busk, regiunea Liov, Ucraina, formată din satele Ianhelivka, Iosîpivka, Ojîdiv (reședința), Pavlîkî, Sîdorî, Zakomarea și Zastavie.

## Demografie
Componența lingvistică a comunei Ojîdiv
     Ucraineană (99,39%)
     Alte limbi (0,47%)
Conform recensământului din 2001, majoritatea populației comunei Ojîdiv era vorbitoare de ucraineană (99,39%), existând în minoritate și vorbitori de alte limbi.